# Chennaiyil Oru Naal
Chennaiyil Oru Naal (2013) é um filme indiano do gênero suspense, escrito pelos irmãos Bobby & Sanjay e dirigido por Shaheed Kader. Foi lançado no dia 29 de março de 2013.